# Třída Neosho
Třída Neosho byla třída flotových tankerů námořnictva Spojených států amerických. Celkem bylo postaveno šest jednotek této třídy. V letech 1976–1980 byly tankery postupně převedeny do Military Sealift Command (MSC). K tomu se pojila i úprava jejich označení. Ve službě je nahradily tankery třídy Henry J. Kaiser.

## Stavba
Celkem bylo postaveno šest jednotek této třídy. Prototypový tanker Neosho postavila loděnice Fore River Shipyard v Quincy v Massachusetts a jeho sesterská plavidla loděnice New York Shipbuilding Corporation v Camdenu.
Jednotky třídy Neosho:
| Jméno                     | Loděnice                          | Založení kýlu     | Spuštěna           | Vstup do služby    | Status                                                                                     |
| ------------------------- | --------------------------------- | ----------------- | ------------------ | ------------------ | ------------------------------------------------------------------------------------------ |
| USS Neosho (AO-143)       | Fore River Shipyard               | 15. srpna 1952    | 10. listopadu 1953 | 24. září 1954      | Roku 1978 převeden do MSC jako USNS Neosho (T-AO-143). Vyřazen 1992. Sešrotován 2005–2007. |
| USS Mississinewa (AO-144) | New York Shipbuilding Corporation | 4. května 1953    | 12. června 1954    | 18. ledna 1955     | Roku 1976 převeden do MSC. Vyřazen 1991. Sešrotován.                                       |
| USS Hassayampa (AO-145)   | New York Shipbuilding Corporation | 13. července 1953 | 12. září 1954      | 19. dubna 1955     | Roku 1978 převeden do MSC.Vyřazen 1991. Sešrotován.                                        |
| USS Kawishiwi (AO-146)    | New York Shipbuilding Corporation | 5. října 1953     | 11. prosince 1954  | 6. července 1955   | Roku 1979 převeden do MSC. Vyřazen 1992. Sešrotován.                                       |
| USS Truckee (AO-147)      | New York Shipbuilding Corporation | 21. prosince 1953 | 10. března 1955    | 23. listopadu 1955 | Roku 1980 převeden do MSC. Vyřazen 1991. Sešrotován.                                       |
| USS Ponchatoula (AO-148)  | New York Shipbuilding Corporation | 1. března 1954    | 9. července 1955   | 12. ledna 1956     | Roku 1980 převeden do MSC. Vyřazen 1992. Sešrotován.                                       |

## Konstrukce

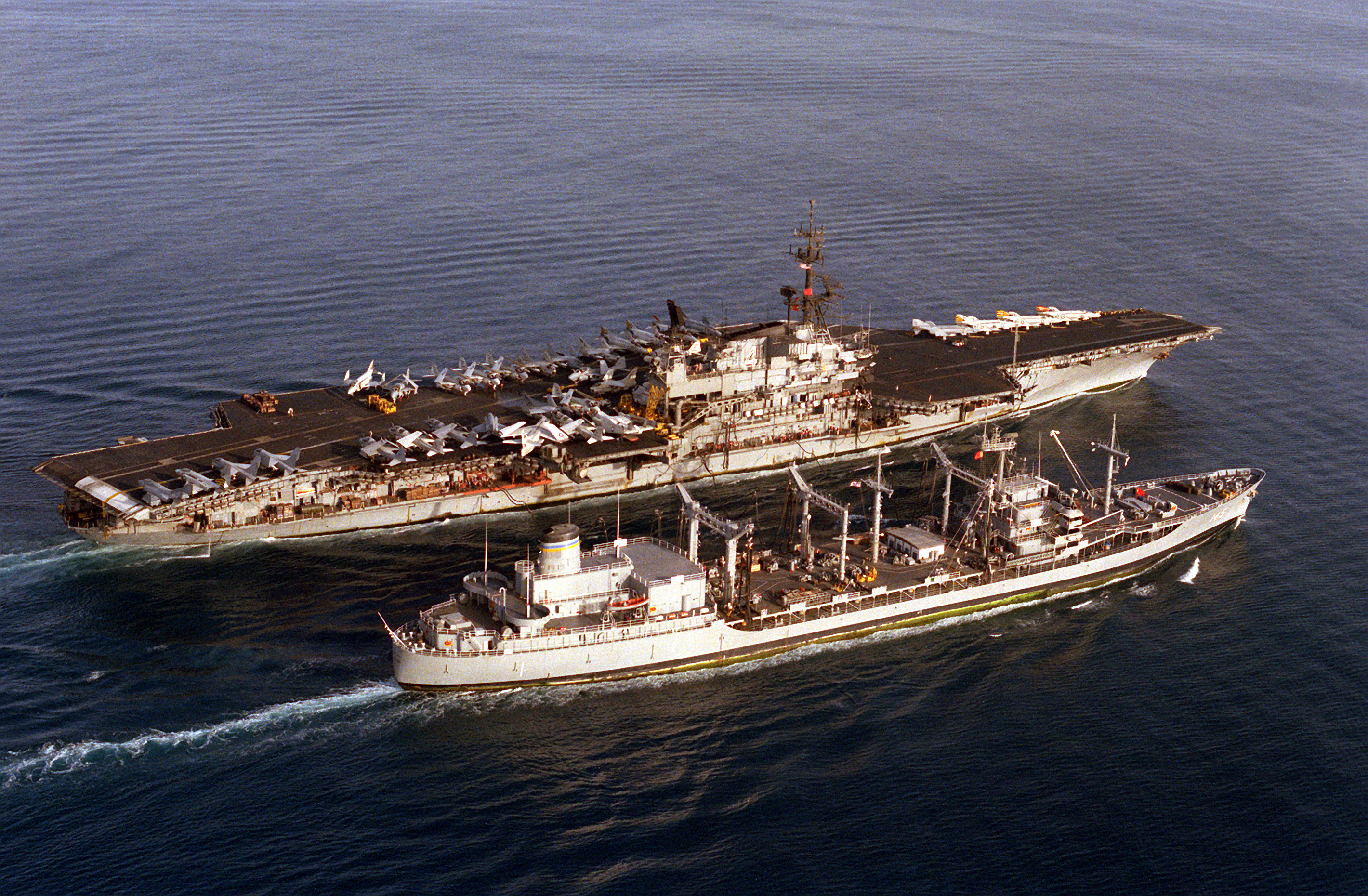
Tanker USS Hassayampa (AO-145) s letadlovou lodí USS Midway (CV-41)

Posádku tvořilo 21 příslušníků námořnictva a 106 civilních námořníků. Tankery měly kapacitu 180 000 barelů. Vyzbrojeny byly dvěma 127mm kanóny Mk 12 v jednohlavňových věžích a dvanácti 76mm kanóny Mk 22 ve dvouhlavňových věžích. Byly vybaveny přistávací plochou pro vrtulník. Pohonný systém tvořily dva kotle a dvě turbíny o výkonu 28 000 hp, pohánějící dva lodní šrouby. Nejvyšší rychlost dosahovala dvacet uzlů.